# Курахівка (станція)
Кура́хівка — тупикова залізнична станція Лиманської дирекції Донецької залізниці. (до грудня 2014 року — Ясинуватська дирекція) на лінії Цукуриха — Курахівка. Розташована в селищі Курахівка Покровського району Донецької області.
На станції здійснюються виключно промислові перевезення і обслуговує Центральну збагачувальну фабрику «Курахівська». Найближча залізнична станція Цукуриха (8 км).

## Історія

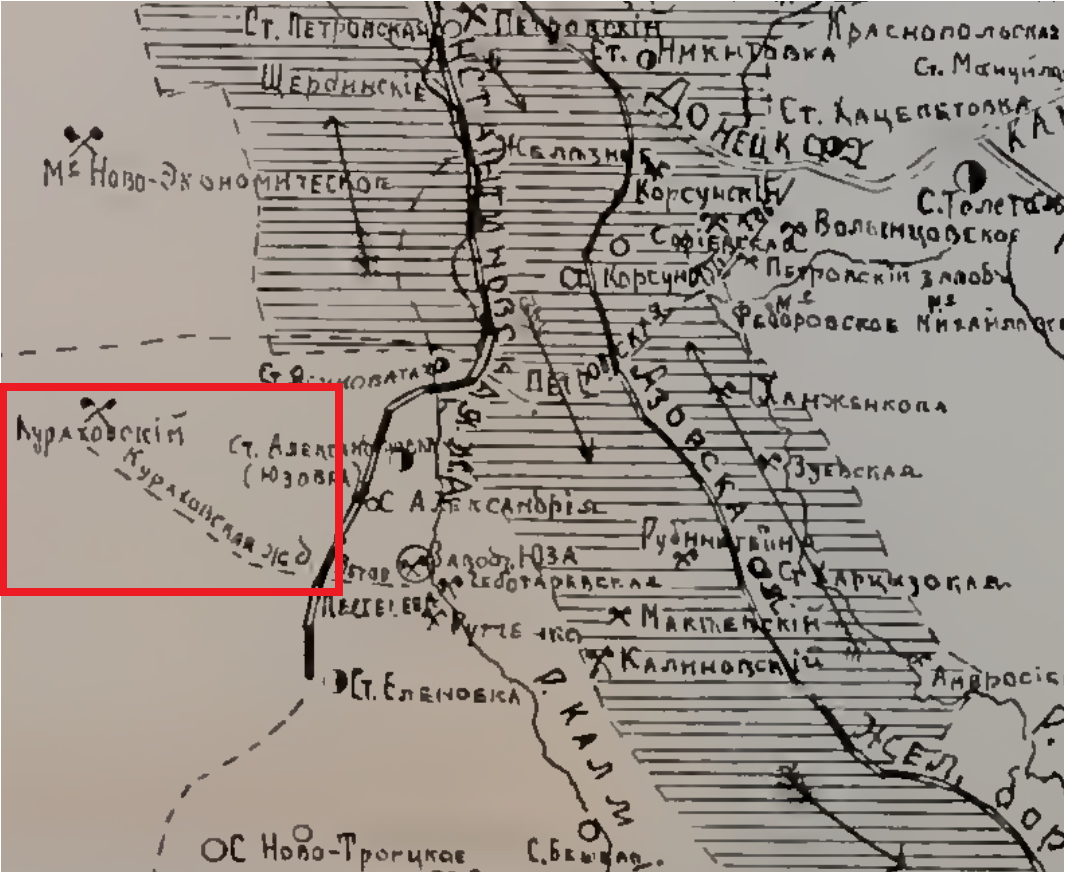
Курахівська копальня і демонтована залізнична колія до неї на схемі П. І. Фоміна

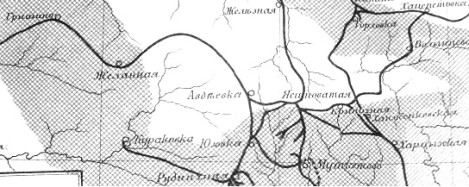
Рутченківсько-Курахівська гілка на геологічній карті Л. І. Лутугіна (1896)

Слід розрізняти дві станції Курахівка, які діяли у різні часи, проте розташовувалися у безпосередній близькості одна від одної.
«Перша станція Курахівка» на захід від сучасного села Зоряне Мар'їнського району (тодішня — Курахівка) відкрита у 1875—1876 роках внаслідок будівництва приватної 24-верстної Рутченківсько-Курахівської залізниці французького гірничопромислового товариства на півдні Росії від станції Руднична (Рутченкове) до вугільного рудника. Тут було зведено паровозне депо, обладнано телеграфну лінію від станції Руднична  до міста Маріуполь. Поруч звели залізничний міст через вузьку ділянку русла річки річки Вовча. Але станція пропрацювала загалом не більше 5 місяців, і відправила не більше 3 маршрутів з вугіллям. Внаслідок консервації рудника у 1876 році й відсутності перспективи будівництва нових залізниць через Курахівку, після 1882 року колійний розвиток станції та залізницю було демонтовано.
«Друга станція Курахівка» діє й понині, а будували її у 1914—1918 роках за кошти Катерининської залізниці. Станція передбачалася для обслуговування вуглекопалень на правому, крутому березі річки Вовча на захід від сучасного Зоряного, — ще західніше «першої станції Курахівка». Нині це тупикова станція, але проєктом Катерининської залізниці 1899 року, складеним ще під керівництвом її першого начальника О. А. Верховцева, станцію Курахівка було передбачено побудувати на проєктованій залізничній ділянці від Рої до поста Журавка (нині — блок-пост № 10 перегону Гродівка — Желанна). Проєктами 1911—1913 років передбачалося будівництво з'єднувальної залізничної лінії від Курахівки до Красногорівки (уздовж траси закритої Рутченківсько-Курахівської залізниці), а також гілки на Іллінку (Рузський, Коханівку). В результаті палких дебатів було вирішено будувати залізницю у напрямку Красногорівка — Роя — Цукуриха — Селидівка із тупиковою колією від станції Цукуриха на Курахівку й Коханівку (село Іллінка). Дільницю Курахівка — Коханівка демонтовано після Другої світової війни.
Станом на 1917 рік станція Курахівка налічувала 8 колій, в тому числі — 3 тупики. В перспективі передбачалася прокладання ще однієї нової та подовження однієї старої тупикової колії. Поруч із пасажирською будівлею розміщувалася платформа завдожки 50 сажнів. Були обладнані крита й відкрита вантажні платформи, пакгауз, вагонні ваги орендні ділянки під склади вантажів. До станції тяжіли Курахівський рудник В. І. Карпова, Вовчанський рудник В. М. Федоровського, а також дрібні шахти К. К. Кагермасова, М. С. Старенченка. Будівництво станції продовжувалося до листопада 1918 року. Ані інформації про повноцінні вантажні маршрути, ані інформації про вантажно-пасажирські поїзди від станції Курахівка до революції не знайдено.

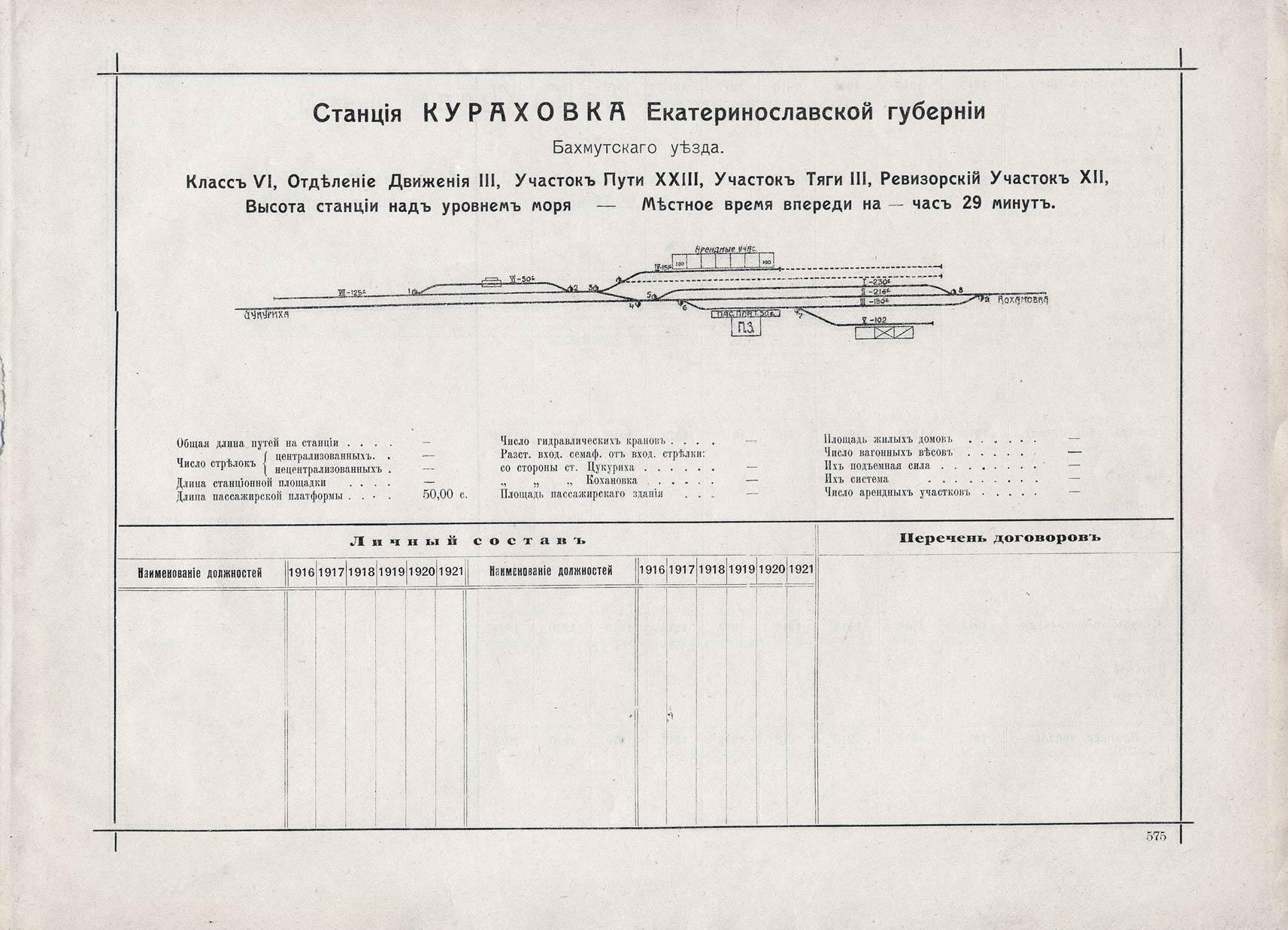
Схема колійного розвитку станції Курахівка у 1917 році

Після завершення активної фази збройного протистояння на Донбасі у 1918—1921 роках, станція Курахівка виконувала виключно вантажні операції. У 1923—1924 господарчому році від станції було відправлено 804 т вугілля, у 1924—1925 та 1925—1926 господарчих роках вугілля від станції не відправлялося. Втім, до станції тяжіли Курахівський рудник (колишній В. І. Карпова), а також дрібні діючі шахти, з яких такими що діють вважалися копальні Венгеровського, Дерека, Матченка, Мирошниченка, Пархоменка, Старенченка, Щекотіхіна. Але були інші сільськогосподарські та промислові вантажі. У 1926—1927 господарчому році станція Курахівка прийняла 3,9 тис. т і відправила 9,1 тис. т різноманітних вантажів. Причому, коливання вантажообігу Кураховки протягом року були чи не найбільшими серед станцій дільниці залізниці Рутченкове — Гришине. У жовтні 1926 року станція не діяла взагалі, а у 1927 році не відправляла вантажі. Максимум відправлення вантажів по Курахівці випав на травень 1927 року — 2,1 тис. т. Наявність вираженого вантажопотоку у напрямку Рутченкове, не ставили під сумнів доцільності існування станції Курахівка. Хоча, до 1924 року велася дискусія про демонтаж дільниці на Цукуриху і далі на Чунишине, і обладнання виходу з Курахівки на станцію Роя через станцію Коханівка, пост Вовча.
Налагодження стійкого вантажопотоку вугілля від станції Курахівка пов'язано із послідовним відкриттям шахт так званої «Курахівської групи», починаючи з другої половини 20-х років. Найбільш відомі з них — № 10, 38/119/Д, 38, 40, 42, 43. Шахта № 40 «Гірник» закривалася у 1990-х роках і розконсервувані у 2000-х роках. Шахта № 42 станом на кінець 2021 року досі працює.

## Пасажирський рух
Пасажирський рух від Цукурихи до Курахівки розпочався не пізніше 1930 року, коли до вантажного складу, в разі його призначення, причіпляли класний жорсткий пасажирський вагон від основного складу поїзда сполученням Гришине — Сталине. Про затримку останнього поїзда через обслуговування Курахівської гілки телеграфували з Цукурихи на станції за маршрутом прямування поїзда. Регулярний пасажирський рух на Курахівку розпочався в середині 1940-х років у вигляді курсування робочих поїздів. У 1960-х роках робочі поїзди було переведено до категорії приміських сполученням Красноармійськ — Курахівка із періодичністю курсування 2 пари на добу.
В середині 1990-х років кількість пар приміських поїздів до станції Курахівка збільшилася до 4 на добу, але до 2007 року їх кількість поступово зменшили знову до 2 пар на добу. У 2007—2009 роках тут курсували 2 пари господарчих поїздів на добу, — також від Красноармійська і на Красноармійськ, проте влітку 2009 року їх замінили автобусним розвезенням працівників залізниці.